# Tréglonou
Tréglonou település Franciaországban, Finistère megyében. Lakosainak száma 689 fő (2022. január 1.). Tréglonou Lannilis, Coat-Méal, Plouguin és Plouvien községekkel határos.

## Népesség
A település népessége az elmúlt években az alábbi módon változott:
| Lakosok száma | 381  | 445  | 494  | 535  | 620  | 637  | 670  | 684  | 691  | 689  |
|               | 1968 | 1982 | 1990 | 2006 | 2013 | 2015 | 2017 | 2019 | 2020 | 2022 |